# 王神念
王 神念（おう しんねん、451年 - 525年）は、中国の南北朝時代の官僚・軍人。本貫は太原郡祁県。

## 経歴
北魏に仕えて州主簿を初任とした。正始元年（504年）、神念は統軍として南征に従軍し、傅豎眼とともに大峴・東関・九山・淮陵に進軍して宿営した。神念は関要・潁川の2城を攻め落とし、南朝梁の軍主の費尼を斬った。後に潁川郡太守に転じた。永平元年（508年）、潁川郡ごと梁に帰順した。翌年、北魏の長孫稚らに敗れると、家族とともに長江を渡り、南城県侯に封じられた。
天監14年（515年）、北魏の李平が硤石を攻撃し、梁の直閤将軍の趙祖悦を包囲すると、神念は朱衣直閤として昌義之の下で救援に向かった。神念は硤石の浮橋を攻撃したが落とせず、進軍をとめられたため、硤石は北魏の手に落ちた。
神念は安成郡や武陽郡や宣城郡の内史を歴任し、いずれも治績を挙げた。建康に召還されて太僕卿に任じられた。持節・都督青冀二州諸軍事・信武将軍・青冀二州刺史として出向した。
普通年間に北伐が行われることになり、神念は建康に召還されて右衛将軍となった。普通6年（525年）、右衛将軍のまま使持節・散騎常侍・爪牙将軍に転じた。病にかかって没した。享年は75。本官のまま衡州刺史の位を追贈された。諡は壮といった。

## 人物・逸話
- 若くして儒術を好み、仏教の経典に最も明るかった。
- 神念の性格は剛直で、州郡においては必ず淫祠を禁止した。ときに青冀二州の東北に石鹿山が海に臨んであり、そこに神廟があって、妖巫が人々を惑わしていた。遠近から祈祷を求めたため、民間の出費は非常に多かった。神念が赴任してくると、その神廟を叩き壊して、州の風俗を改めた。
- 神念は若くして騎射を得意とし、老いても衰えなかった。かつて武帝の前で二刀と楯を手に執って左右に振り回しながら、馬を駆って往来してみせたことがあり、その技術は軍の部隊の中でも抜きん出ていた。

## 子女
- 王尊業（長男、太僕卿）
- 王僧弁（次男）

## 伝記資料
- 『梁書』巻39 列伝第33
- 『南史』巻63 列伝第53